# Arno Kahl
Arno Kahl (* Februar 1970 in Innsbruck) ist ein österreichischer Rechtswissenschaftler und Universitätsprofessor. Kahl ist seit 2004 als Professor am Institut für Öffentliches Recht, Staats- und Verwaltungslehre der Universität Innsbruck tätig, wobei er seit März 2009 dort auch einen Lehrstuhl als ordentlicher Universitätsprofessor hat. Seit dem Jahr 2017 ist er außerdem Leiter des vorgenannten Instituts.

## Ausbildung
Arno Kahl wurde im Februar 1970 in der Tiroler Landeshauptstadt Innsbruck geboren und wuchs dort auch auf. Die Matura absolvierte er im Jahr 1988 am Reithmanngymnasium in Innsbruck, das Studium der Rechtswissenschaften begann er kurz darauf im Oktober 1989 an der Universität Innsbruck. Im Juli 1993 erfolgte die Sponsion zum Magister der Rechtswissenschaften (Mag.iur.), wobei er direkt im Anschluss an das Diplomstudium das Doktoratsstudium der Rechtswissenschaften begann. Dieses schloss Kahl im Mai 1995 mit der Promotion zum Doktor der Rechtswissenschaften (Dr. iur.) ab.

## Beruflicher Werdegang
Bereits während seines Doktoratsstudiums wurde Arno Kahl ab 1. Dezember 1994 als Universitätsassistent am damaligen Institut für Öffentliches Recht, Finanzrecht und Politikwissenschaft der Universität Innsbruck tätig. Mit 1. März 2003 erfolgte zunächst die Berufung zum Assistenzprofessor an diesem Institut. Am 19. Dezember 2003 habilitierte sich Arno Kahl ebendort mit einer Habilitationsschrift zum Thema „Der öffentliche Personennahverkehr auf dem Weg zum Wettbewerb – Zugleich ein Beitrag zur Liberalisierung kommunaler Daseinsvorsorgeleistungen“. Für diese Habilitationsschrift erhielt er in der Folge nicht nur die Lehrbefugnis für die Fächer Verfassungsrecht, Verwaltungsrecht und Europarecht an der Universität Innsbruck, sondern im Jahr 2005 auch den Preis der Kommunen des Österreichischen Städtebunds und des Österreichischen Gemeindebunds zugesprochen.
Mit 1. März 2004 wurde er daraufhin zum außerordentlichen Professor am Institut für Öffentliches Recht, Staats- und Verwaltungslehre der Universität Innsbruck berufen. Im Oktober 2007 wurde er an der Wirtschaftsuniversität Wien zum Universitätsprofessor auf Zeit nach § 99 Universitätsgesetz berufen. Zwei Jahre später konnte Arno Kahl schließlich im Alter von 39 Jahren mit 1. März 2009 die Nachfolge von Siegbert Morscher als Lehrstuhlinhaber und ordentlicher Universitätsprofessor am Institut für Öffentliches Recht, Staats- und Verwaltungslehre antreten. Forschungsschwerpunkte Arno Kahls sind neben dem Verfassungs- und Verwaltungsrecht das Öffentliche Wirtschaftsrecht, insbesondere das Europäische Wettbewerbsrecht.
Darüber hinaus nimmt er zahlreiche außeruniversitäre Lehr- und Vortragstätigkeiten wahr, wie z. B. bei der österreichischen Anwaltsakademie, am Management Center Innsbruck (MCI) sowie – als deren wissenschaftlicher Leiter – an der Vergaberechtsakademie der Akademie für Steuern und Recht (ARS) in Wien. Vor der Vereinigung der Deutschen Staatsrechtslehrer hat Arno Kahl im Jahr 2016 referiert.

## Auszeichnungen
- 1999: Dr. Seibert-Wissenschaftsförderungspreis der Leopold-Franzens-Universität Innsbruck
- 2005: Preis der Kommunen (Habilitationsschrift)
- 2014: Verleihung des Ehrenzeichens in Silber durch die Landwirtschaftskammer Tirol für besondere Verdienste um die Vertretung und Förderung der Land- und Forstwirtschaft Tirols
- 2015: Preis der Südtiroler Sparkasse für die gemeinsam mit Thomas Müller verfasste Monografie „Gemeinden und Länder im Binnenmarkt“
- 2017: Manz-Toptitel: Kahl/A. Wimmer, Handbuch des Verkehrsunfalls, 4. Teil: Öffentliches Recht (2017)